# Nazionale maschile di pallavolo del Canada
La nazionale di pallavolo maschile del Canada è una squadra nordamericana composta dai migliori giocatori di pallavolo del Canada ed è posta sotto l'egida della Federazione pallavolistica del Canada.

## Rosa
Segue la rosa dei giocatori convocati per i Giochi della XXXIII Olimpiade.
| N° | Nome              | Ruolo | Data di nascita  | Squadra          |
| -- | ----------------- | ----- | ---------------- | ---------------- |
| 2  | Luke Herr         | P     | 18 luglio 1994   | Milōn            |
| 4  | Nicholas Hoag     | S     | 19 agosto 1992   | Arkas            |
| 5  | Brodie Hofer      | S     | 27 aprile 2000   | Czarni Radom     |
| 6  | Danny Demyanenko  | C     | 13 luglio 1994   | Montpellier      |
| 7  | Stephen Maar      | S     | 6 dicembre 1994  | Milano           |
| 8  | Brett Walsh       | P     | 19 febbraio 1994 | Stade Poitevin   |
| 11 | Xander Ketrzynski | O     | 27 gennaio 2000  | Lüneburg         |
| 12 | Lucas Van Berkel  | C     | 29 novembre 1991 | Sporting Lisbona |
| 14 | Arthur Szwarc     | O     | 30 marzo 1995    | Milano           |
| 17 | Ryley Barnes      | S     | 11 ottobre 1993  | Tourcoing        |
| 18 | Justin Lui        | L     | 8 maggio 2000    | Korson Veto      |
| 33 | Fynnian McCarthy  | C     | 4 dicembre 1999  | Lvi Praha        |
| 80 | Eric Loeppky      | S     | 1º agosto 1998   | Milano           |

## Risultati

### Competizioni FIVB
| 1964 | non qualificata | -            |
| 1968 | non qualificata | -            |
| 1972 | non qualificata | -            |
| 1976 | 9º posto        | Convocazioni |
| 1980 | non qualificata | -            |
| 1984 | 4º posto        | Convocazioni |
| 1988 | non qualificata | -            |
| 1992 | 10º posto       | Convocazioni |
| 1996 | non qualificata | -            |
| 2000 | non qualificata | -            |
| 2004 | non qualificata | -            |
| 2008 | non qualificata | -            |
| 2012 | non qualificata | -            |
| 2016 | 5º posto        | Convocazioni |
| 2020 | 8º posto        | Convocazioni |
| 2024 | 10º posto       | Convocazioni |

| 1949 | non qualificata | -            |
| 1952 | non qualificata | -            |
| 1956 | non qualificata | -            |
| 1960 | non qualificata | -            |
| 1962 | non qualificata | -            |
| 1966 | non qualificata | -            |
| 1970 | non qualificata | -            |
| 1974 | 20º posto       | Convocazioni |
| 1978 | 20º posto       | Convocazioni |
| 1982 | 11º posto       | Convocazioni |
| 1986 | non qualificata | -            |
| 1990 | 12º posto       | Convocazioni |
| 1994 | 10º posto       | Convocazioni |
| 1998 | 12º posto       | Convocazioni |
| 2002 | 17º posto       | Convocazioni |
| 2006 | 11º posto       | Convocazioni |
| 2010 | 19º posto       | Convocazioni |
| 2014 | 7º posto        | Convocazioni |
| 2018 | 9º posto        | Convocazioni |
| 2022 | 17º posto       | Convocazioni |

| 2018 | 7º posto  | Convocazioni |
| 2019 | 9º posto  | Convocazioni |
| 2021 | 8º posto  | Convocazioni |
| 2022 | 15º posto | Convocazioni |
| 2023 | 12º posto | Convocazioni |
| 2024 | 6º posto  | Convocazioni |
| 2025 | 14º posto | Convocazioni |

| 1965 | non qualificata | -            |
| 1969 | non qualificata | -            |
| 1977 | 12º posto       | Convocazioni |
| 1981 | non qualificata | -            |
| 1985 | non qualificata | -            |
| 1989 | non qualificata | -            |
| 1991 | non qualificata | -            |
| 1995 | 9º posto        | Convocazioni |
| 1999 | 8º posto        | Convocazioni |
| 2003 | 7º posto        | Convocazioni |
| 2007 | non qualificata | -            |
| 2011 | non qualificata | -            |
| 2015 | 7º posto        | Convocazioni |
| 2019 | 9º posto        | Convocazioni |
| 2023 | non qualificata | -            |

### Competizioni NORCECA
| 1969 | 4º posto        | Convocazioni |
| 1971 | non qualificata | -            |
| 1973 | 3º posto        | Convocazioni |
| 1975 | 4º posto        | Convocazioni |
| 1977 | 5º posto        | Convocazioni |
| 1979 | 2º posto        | Convocazioni |
| 1981 | 3º posto        | Convocazioni |
| 1983 | 2º posto        | Convocazioni |
| 1985 | 3º posto        | Convocazioni |
| 1987 | 3º posto        | Convocazioni |
| 1989 | 2º posto        | Convocazioni |
| 1991 | 3º posto        | Convocazioni |
| 1993 | 3º posto        | Convocazioni |
| 1995 | 3º posto        | Convocazioni |
| 1997 | 3º posto        | Convocazioni |
| 1999 | 3º posto        | Convocazioni |
| 2001 | 3º posto        | Convocazioni |
| 2003 | 2º posto        | Convocazioni |
| 2005 | 3º posto        | Convocazioni |
| 2007 | 4º posto        | Convocazioni |
| 2009 | 4º posto        | Convocazioni |
| 2011 | 3º posto        | Convocazioni |
| 2013 | 2º posto        | Convocazioni |
| 2015 | 1º posto        | Convocazioni |
| 2017 | 3º posto        | Convocazioni |
| 2019 | 3º posto        | Convocazioni |
| 2021 | 2º posto        | Convocazioni |
| 2023 | 2º posto        | Convocazioni |

| 2021 | 2º posto | Convocazioni |
| 2022 | 2º posto | Convocazioni |
| 2023 | 2º posto | Convocazioni |
| 2024 | 2º posto | Convocazioni |

### Competizioni zonali
| 1955 | non qualificata | -            |
| 1959 | 6º posto        | Convocazioni |
| 1963 | non qualificata | -            |
| 1967 | 6º posto        | Convocazioni |
| 1971 | 9º posto        | Convocazioni |
| 1975 | 6º posto        | Convocazioni |
| 1979 | 3º posto        | Convocazioni |
| 1983 | 5º posto        | Convocazioni |
| 1987 | 5º posto        | Convocazioni |
| 1991 | 6º posto        | Convocazioni |
| 1995 | 5º posto        | Convocazioni |
| 1999 | 3º posto        | Convocazioni |
| 2003 | 5º posto        | Convocazioni |
| 2007 | 7º posto        | Convocazioni |
| 2011 | 6º posto        | Convocazioni |
| 2015 | 3º posto        | Convocazioni |
| 2019 | non qualificata | -            |
| 2023 | non qualificata | -            |

| 2006 | 3º posto        | Convocazioni |
| 2007 | 4º posto        | Convocazioni |
| 2008 | 2º posto        | Convocazioni |
| 2009 | 2º posto        | Convocazioni |
| 2010 | 5º posto        | Convocazioni |
| 2011 | 3º posto        | Convocazioni |
| 2012 | 6º posto        | Convocazioni |
| 2013 | non qualificata | -            |
| 2014 | 7º posto        | Convocazioni |
| 2015 | 4º posto        | Convocazioni |
| 2016 | 3º posto        | Convocazioni |
| 2017 | 4º posto        | Convocazioni |
| 2018 | 6º posto        | Convocazioni |
| 2019 | 7º posto        | Convocazioni |
| 2022 | 2º posto        | Convocazioni |
| 2023 | 1º posto        | Convocazioni |
| 2024 | 1º posto        | Convocazioni |

### Competizioni estinte
| 1990 | non qualificata | -            |
| 1991 | 10º posto       | Convocazioni |
| 1992 | 7º posto        | Convocazioni |
| 1993 | non qualificata | -            |
| 1994 | non qualificata | -            |
| 1995 | non qualificata | -            |
| 1996 | non qualificata | -            |
| 1997 | non qualificata | -            |
| 1998 | non qualificata | -            |
| 1999 | 8º posto        | Convocazioni |
| 2000 | 11º posto       | Convocazioni |
| 2001 | non qualificata | -            |
| 2002 | non qualificata | -            |
| 2003 | non qualificata | -            |
| 2004 | non qualificata | -            |
| 2005 | non qualificata | -            |
| 2006 | non qualificata | -            |
| 2007 | 13º posto       | Convocazioni |
| 2008 | non qualificata | -            |
| 2009 | non qualificata | -            |
| 2010 | non qualificata | -            |
| 2011 | non qualificata | -            |
| 2012 | 12º posto       | Convocazioni |
| 2013 | non qualificata | -            |
| 2014 | 13º posto       | Convocazioni |
| 2015 | 15º posto       | Convocazioni |
| 2016 | 13º posto       | Convocazioni |
| 2017 | 3º posto        | Convocazioni |

| 1998 | 6º posto | Convocazioni |
| 1999 | 5º posto | Convocazioni |
| 2000 | 5º posto | Convocazioni |
| 2001 | 6º posto | Convocazioni |
| 2005 | 5º posto | Convocazioni |
| 2007 | 5º posto | Convocazioni |

| 2015 | 1º posto | Convocazioni |
| 2019 | 3º posto | Convocazioni |